# 6565 Reiji
6565 Reiji este un asteroid din centura principală, descoperit pe 23 martie 1992, de Kin Endate și Kazuo Watanabe.